# Kate (software)
Kate is een tekstbewerker voor KDE en TDE en is beschikbaar voor Linux, Unix, Windows en macOS.

## Etymologie
Kate is op KDE een acroniem  voor KDE Advanced Text Editor en op TDE een recursief acroniem voor Kate is an Advanced Text Editor.

## Geschiedenis
De ontwikkeling van Kate begon in december 2000 op SourceForge.net onder de naam KCEdit. De c stond voor Cullman, de achternaam van de ontwikkelaar. Toen andere ontwikkelaars zich bij het project voegden, werd de naam gewijzigd in Kant (geïnspireerd door filosoof Immanuel Kant). Uiteindelijk werd de naam - na opname in het KDE-project - gewijzigd in Kate.
Kate maakt sinds KDE 2.2 (15 augustus 2002) deel uit van het kdebase-pakket en sinds 2010 op TDE van het tdebase-pakket. Dankzij de KPart-technologie van KDE en TDE is het mogelijk om Kate als tekstbewerkingsonderdeel in te voegen in andere KDE- en TDE-programma's. De IDE KDevelop en webontwikkelomgeving Quanta Plus zijn twee belangrijke programma's die Kate gebruiken als onderdeel voor het bewerken.

## Functies
Enkele functies van Kate zijn:
- Syntaxiskleuring, uitbreidbaar via xml-bestanden;
- Zoeken en vervangen van tekst door middel van reguliere uitdrukkingen, teken(s), hele woorden of escape-sequences (al dan niet hoofdlettergevoelig, al dan niet in een geselecteerd stuk);
- Code-invouwing voor C++, C, PHP en andere talen;
- Meerdere documenten openen in één venster;
- Ondersteuning voor JavaScript-macro's.